# Dante Troisi
Dante Troisi (Tufo, 21 aprile 1920 – Roma, 2 gennaio 1989) è stato uno scrittore e magistrato italiano.

## Biografia
Nato nel 1920 a Tufo, provincia di Avellino, da genitori di Dentecane (AV), dove visse tutte le sue estati sino alla morte, compie gli studi classici a Parma ("lì ho capito che non mi sarebbe mai stato perdonato di essere uno del sud").
Si è laureato in giurisprudenza all'Università di Bari, subito prima di partire volontario per la guerra. Destinato in Africa, fu in Libia e in Tunisia, dove fu fatto prigioniero nel 1943: trasferito negli Usa, vi restò fino al 1946, rinchiuso nel campo di concentramento di Hereford, in Texas.
Dal 1947 sino al 1974 (anno delle sue dimissioni) fu magistrato prima a Cassino e quindi a Roma. Un mestiere e un'esperienza che lo segnarono profondamente e costituirono spesso l'argomento dei suoi libri, a cominciare da quel Diario di un giudice, uscito nel 1955 prima su «Il Mondo» di Mario Pannunzio e poi nello stesso anno nei «gettoni» di Einaudi (ideati da Elio Vittorini): scritti che suscitarono tanto scandalo e gli valsero, nonostante la difesa appassionata di Alessandro Galante Garrone, una censura disciplinare per offesa alla magistratura. Il suo debutto era comunque avvenuto 4 anni prima con L'ulivo nella sabbia, più legato al mondo contadino delle sue origini.
Troisi è stato due volte selezionato nella cinquina del premio Campiello, con I bianchi e neri (uscito per Laterza nel 1965) e con il suo ultimo romanzo L'inquisitore dell'interno 16 (edito a Pordenone nel 1986). Con L'odore dei cattolici (1963), che fu tra i finalisti del Premio Strega, vinse invece il Premio di Chianciano. Tra gli altri suoi libri si ricordano Voci di Vallea, uscito per Rizzoli nel 1969, La Sopravvivenza edita da Rusconi nel 1981 e alcuni testi teatrali pubblicati nel '72.

## Diario di un giudice
Il Diario di un giudice, del 1955, impose il nome di Dante Troisi nel panorama letterario italiano e fu al centro di un vero e proprio caso giudiziario.
L'autore racconta la sua vita di giudice in un piccolo centro meridionale ancora sconvolto dai postumi di una terribile guerra, individuabile in Cassino, con giudici e avvocati che «regolano, giudicano, accusano, condannano e assolvono i molteplici componenti di un tempo terribilmente arcaico».
Troisi rappresenta in modo non oleografico il mondo della giustizia: i giudici non sono «gli intangibili ministri della divinità» ma sono descritti, più realisticamente, come uomini «zeppi di difetti, di dolori, di noia, di ambizioni, di desideri meschini». Nella sua forma mista, a metà tra invenzione narrativa e riflessione critica, il Diario non è però la ricerca di un saggista che vuole analizzare il rapporto tra individuo e legge, tra cittadini e istituzioni, ma l'opera di un autentico scrittore che racconta la sua angosciata realtà senza mai tradire le speranze ultime della giustizia, frugando nelle pieghe segrete degli uomini, magistrati o imputati, in balia di oscuri desideri, di passioni che sono il fondamento anonimo della vita di tutti.

## Opere
- L'ulivo nella sabbia, Macchia, Firenze, 1951
- Diario di un giudice, Einaudi, 1955; nuova ed. Sellerio editore, Palermo, 2012, con nota di Andrea Camilleri
- La gente di Sidaien e altri racconti, Feltrinelli, Milano, 1957
- La strada della perfezione, Sodalizio del libro, Venezia, 1960
- Innocente delitto, Sodalizio del libro, Venezia, 1960
- L'odore dei cattolici, Canesi, Roma, 1963
- I bianchi e i neri, Laterza, Bari, 1965; nuova ed. Mephite, Atripalda, 2005
- Viaggio scomodo, Laterza, Bari, 1967
- Voci di Vallea, Rizzoli, Milano, 1969; nuova ed. Mephite, Atripalda, 2006
- Tre storie di teatro, Rizzoli, Milano, 1972
- La sopravvivenza, Rusconi, Milano, 1981
- La finta notte, Rusconi, Milano, 1984
- L'Inquisitore dell'interno sedici, Studio Tesi, Pordenone, 1986
- La sera del concerto, Marsilio, Venezia, 1991